# Énergie en Égypte
Le secteur de l'énergie en Égypte est marqué notamment par le gaz naturel et le pétrole, mais aussi par la production hydroélectrique du Haut barrage d'Assouan, le développement des énergies éolienne et solaire, et plus récemment par la construction de la Centrale nucléaire d'El-Dabaa.
Le gaz naturel domine la production d'énergie primaire (62,1 % en 2021) ainsi que la consommation intérieure d'énergie primaire (54,8 % en 2023), devant le pétrole (34,1 % et 37,8 % respectivement).
Les réserves prouvées de gaz naturel de l'Égypte se classent en 2022 au 20e rang mondial et au 4e rang en Afrique. Sa production de gaz naturel en 2023 représente 1,4 % du total mondial et 22,6 % du total africain.
L'électricité représente 22,8 % de la consommation finale d'énergie en 2021. Sa production se répartit en 2023 en 88,7 % de combustibles fossiles (gaz naturel : 81,2 % et pétrole : 7,5 %) et 11,3 % d'énergies renouvelables (6,3 % d'hydroélectricité, 2,6 % d'éolien et 2,4 % de solaire).
Les émissions de CO2 par combustion d'énergies fossiles par habitant sont inférieures de 56 % à la moyenne mondiale.

## Production d'énergie primaire
La production d'énergie primaire en Égypte atteignait 3 914 PJ en 2021, en progression de 66 % par rapport à 1990. Elle était composée de 32 % de pétrole, 62,1 % de gaz naturel, 3,7 % de biomasse, 1,2 % d'hydroélectricité et 1,0 % d'éolien et de solaire. Depuis 1990, la production de pétrole a baissé de 35 %, celle de gaz naturel a progressé de 763 %, celle de biomasse de 43 % et la production hydroélectrique de 32 %.

### Extraction de combustibles fossiles
L'Égypte est un producteur significatif d'hydrocarbures, représentant 0,7 % de la production mondiale de pétrole et 1,4 % de celle de gaz naturel en 2023. Le pays ne produit pas de charbon, et n'en importe qu'une petite quantité destinée à l'industrie, surtout à la sidérurgie.

#### Pétrole

la production de pétrole du pays ne couvre plus ses besoins

BGR (Agence fédérale allemande pour les sciences de la Terre et les matières premières) estime les réserves prouvées de pétrole de l'Égypte à 449 Mt (millions de tonnes) fin 2022, au 5e rang en Afrique derrière la Libye (6 580 Mt), le Nigéria (5 030 Mt), l'Algérie (1 660 Mt) et le Soudan du Sud (517 Mt). Ces réserves représentent 15 années de production au rythme de 2022 (29,9 Mt. Les ressources potentielles supplémentaires sont estimées à 2 280 Mt.
La production de pétrole brut de l'Égypte en 2023 est estimée par l'Energy Institute à 29,8 Mt, en baisse de 13,4 % par rapport à 2013, soit 0,7 % du total mondial et 8,7 % du total de l'Afrique.
La production de pétrole en Égypte s'élevait à 1 250,5 PJ en 2021, soit 32 % de la production d'énergie primaire du pays.
Le pétrole égyptien est principalement extrait dans le golfe de Suez et le long de ses rives. Ce bassin pétrolier, exploré dès la fin XIXe pour sa partie onshore, a révélé son principal gisement en 1965. Les roches sources sont des calcaires du Campanien. L'exploration et la production dans cette région sont dominés par Gulf of Suez Petroleum (GUPCO), une compagnie conjointe de l'Egyptian General Petroleum Company et de BP (Amoco avant leur fusion). C'est une région mature, dont la production a fortement diminué, néanmoins de petites découvertes y sont encore effectuées et le potentiel semble intéressant pour la récupération assistée du pétrole.
L'autre région productrice de pétrole se situe dans le désert Libyque.
En mai 2018, la compagnie italienne ENI annonce la découverte de réserves de pétrole dans le bassin de Faghur situé dans le désert occidental égyptien. L'exploitation de ce gisement produit 2 300 barils/jour de pétrole d'huile légère. ENI associé à Egyptian General Petroleum Corporation (EGPC) produisent au total 55 000 barils/jour dans le désert occidental égyptien.
En juin 2025, la General Petroleum Company a annoncé une nouvelle découverte pétrolière dans le bassin d'Abu Sannan. Celle-ci intervient seulement trois mois après une précédente découverte, en mars dernier, dans la même région.

#### Gaz naturel

Production et consommation de gaz naturel

Les réserves prouvées de gaz naturel de l'Égypte étaient estimées par le BGR à 1 784 Gm3 (milliards de m3) fin 2022, soit 0,85 % du total mondial, au 20e rang mondial, et au 4e rang en Afrique, derrière le Nigeria (5 913 Gm3), le Mozambique (2 832 Gm3) et l'Algérie (2 279 Gm3). Elles représentent 28 années de production au rythme de 2022 (64,5 Gm3). Les réserves potentielles supplémentaires étaient estimées à 12 580 Gm3, au 11e rang mondial, dont 9 750 Gm3 de réserves conventionnelles et 2 830 Gm3 de gaz de schiste.
La production de gaz naturel en Égypte s'élevait à 2 431,5 PJ en 2021, soit 62,1 % de la production d'énergie primaire du pays ; elle a fortement progressé : 281,9 PJ en 1990, 1 943 PJ en 2010, +763 % de 1990 à 2021. Les exportations atteignaient 322,9 PJ en 2021 et les importations 140,6 PJ. La consommation s'élevait à 2 249,2 PJ.
L'Energy Institute estime la production de gaz naturel égyptienne en 2023 à 57,1 Gm3, soit 2,06 EJ, en baisse de 11,5 % en 2023, mais en hausse de 6 % par rapport à 2013, représentant 1,4 % du total mondial et 22,6 % du total africain.
Outre le gaz associé des bassins pétrolier, l'Égypte possède une importante province gazière dans le Delta du Nil et son extension offshore. La région possède plusieurs séquences de roches-sources, le gaz serait en partie biogénique.
Le groupe italien Eni a annoncé le 30 août 2015 la découverte du gisement offshore de gaz naturel Zohr, qualifié « champ de gaz super-géant », en Méditerranée, dans les eaux territoriales de l’Égypte. Selon Eni, « il s’agit de la plus grande découverte de gaz jamais faite en Égypte et en mer Méditerranée ; elle pourrait devenir l’une des plus grandes réserves de gaz naturel au monde ». Le gisement a été découvert à une profondeur de 1 450 mètres, à environ 190 kilomètres de Port Saïd. Il pourrait représenter un potentiel de 850 milliards de mètres cubes, soit l’équivalent de 5,5 milliards de barils équivalents pétrole. Les opérations de développement du gisement devraient durer quatre ans.
En 2023, la production locale de gaz naturel a chuté de 15 %. Le gisement de Zohr s'avère décevant ; initialement estimées à 850 Gm3 (milliards de mètres cubes), les réserves prouvées, sept ans après sa mise en service, ne dépassent toujours pas les 300 Gm3. Cela cause une grave crise énergétique, car les centrales à gaz naturel fournissent 80 % de la production électrique du pays.

## Commerce, transformation et exportation de combustibles fossiles

### Commerce et transit du pétrole

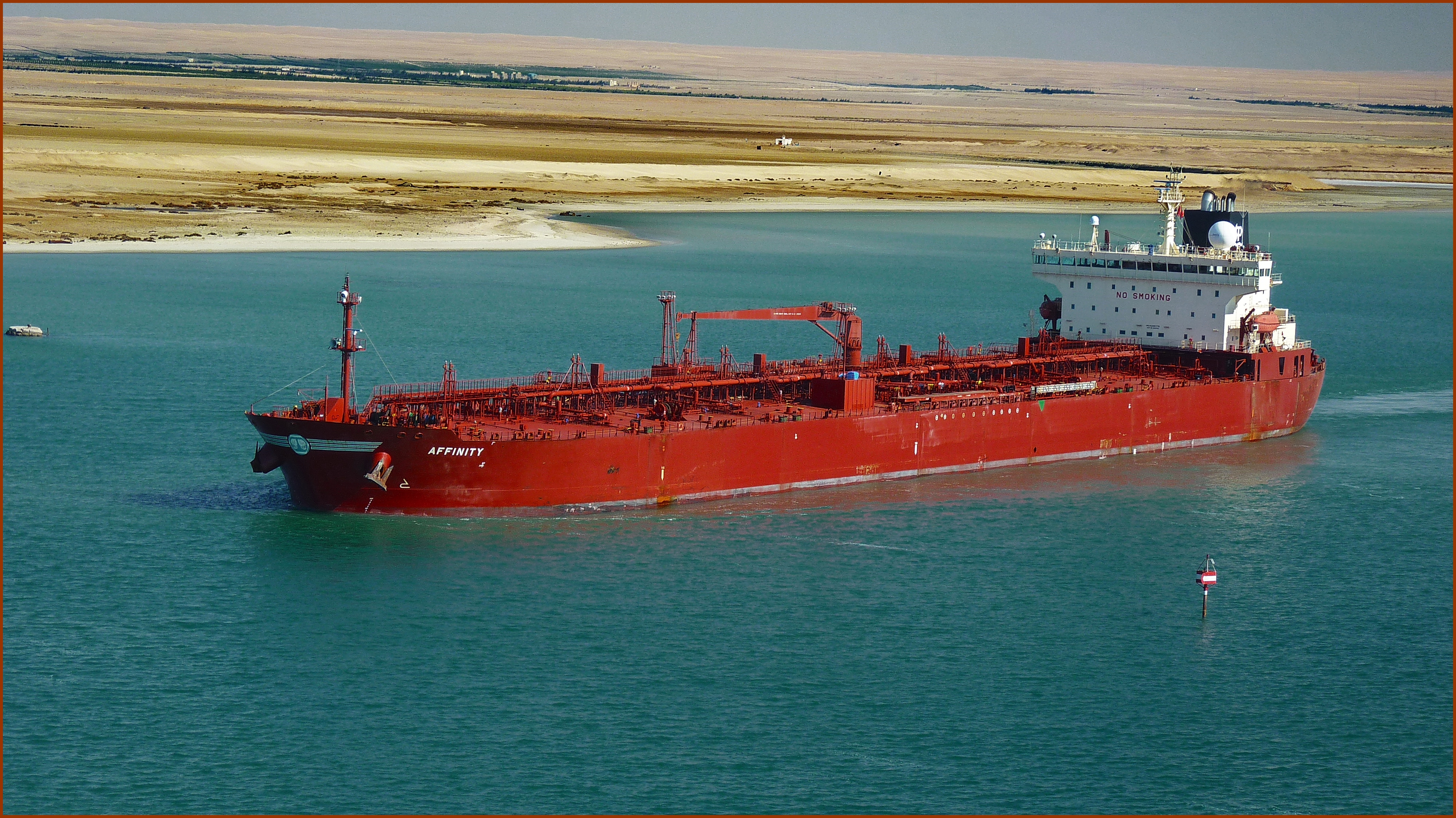
Un pétrolier dans le canal de Suez

Longtemps exportateur (fournissant plusieurs pays d'Europe), l'Égypte est devenu un importateur net de pétrole vers 2010, les courbes de production et de consommation se croisant. L'Arabie Saoudite est son principal fournisseur, mais en novembre 2016, à la suite de désaccords géopolitiques entre Riyadh et le Caire concernant la Syrie et le Yémen, l'Arabie Saoudite a suspendu ses livraisons.
En 2021, les importations atteignaient 64,1 PJ de brut et 435,3 PJ de produits pétroliers, et les exportations 209,3 PJ.
L'Égypte a une importance en tant que point de transit de pétrole. De nombreux pétroliers (ainsi que des méthaniers) transitent par le canal de Suez, typiquement sur la route du golfe persique vers l'Europe ou l'Amérique du Nord. En outre, l'oléoduc sumed transporte du pétrole de Ain Soukhna sur la mer Rouge à Alexandrie. Les plus grands pétroliers, qui ont un tirant d'eau trop important pour le Canal quand ils sont à pleine charge, se débarrassent d'une partie de leur cargaison à Ain Soukhna et se remplissent à nouveau à Alexandrie. En 2013, 3,2 millions de barils/jours ont ainsi transité vers la Méditerranée par le canal, et 1.4 via le Sumed. Un flux plus petit, notamment de produits raffinés, emprunte le canal dans l'autre sens.

### Raffinage
L'Égypte possède selon BP une capacité de raffinage de 840 000 barils/jours. Les neuf raffineries sont réparties comme suit.
| Situation approximative | Capacité kb/j | Compagnie                           |
| ----------------------- | ------------- | ----------------------------------- |
| Alexandrie              | 78            | Amiriyah Petroleum Refining Company |
| Alexandrie              | 117           | Alexandria Petroleum Company        |
| Alexandrie              | 100           | Middle East Oil Refinery            |
| Suez                    | 146           | El-Nasr Petroleum Company           |
| Suez                    | 66            | Suez Petroleum Processing Company   |
| Ras Abu Rudeis          | 9             | El-Nasr Petroleum Company           |
| Assiout                 | 47            | Asyut Petroleum Refining Company    |
| Tanta                   | 35            | Cairo Petroleum Refining Company    |
| Mostorod, Le Caire      | 145           | Cairo Petroleum Refining Company    |

La raffinerie de Mostorod est en cours d'agrandissement.

### Exportations et importations de gaz
L'Égypte a commencé à exporter du gaz vers la Jordanie en 2003, avec la construction du premier segment du gazoduc arabe d'Arish à Aqaba. D'une capacité annuelle de 10 milliards de mètres cubes, il a ensuite été prolongé par étapes jusqu'en Syrie. Il tend néanmoins à fonctionner de manière intermittente, étant visé par de multiples attaques.
L'autre gazoduc international part également d'Arish et se termine à Ashkelon en Israël. Inauguré en 2008, il a permis pendant quelques années d'exporter du gaz vers ce pays. Cependant, à la suite de la découverte d'importantes réserves de gaz en Israël (Tamar 2, Léviathan notamment), et au déclin de la production égyptienne, le flux du pipeline a été récemment renversé, Israël exportant désormais vers l'Égypte.
S'agissant du gaz naturel liquéfié (GNL), deux terminaux d'exportations ont été construits : 
- SEGAS LNG, à Damiette, a expédié sa première cargaison en 2005[13].
- Egyptian LNG, à Idku, a ouvert son premier train en 2005 et le deuxième en 2009[14].

Néanmoins, ces terminaux ont eu une durée de vie brève : face au manque de gaz dans le pays, la priorité a été donnée au marché interne, et SEGAS LNG a été fermé en 2013. Le terminal d'Idku a de son côté été converti en terminal d'importation, et l'Égypte approvisionne maintenant d'importantes quantité de gaz sur le marché du GNL.
Néanmoins, en 2018, une fois le vaste gisement Zohr mis en service, le pays devrait cesser ses importations de gaz.
En 2022, l'Égypte représente 2 % des expéditions mondiales de GNL grâce à la mise en service des terminaux d'Idku et Damiette, et 3 % des importations européennes. Une part de ces exportations est alimentée par le gaz des champs israéliens de Tamar, Leviathan et Karish. Le pays a la neuvième capacité d'exportation au monde et, au premier trimestre 2023, les trois quarts de ses exportations étaient destinées à l'Europe, du fait d'un accord tripartite passé en 2022 avec l'Union européenne et Israël.
Du fait de la baisse de la production, la valeur des exportations de gaz naturel, destinées principalement à la Turquie et à l'Espagne, a chuté de 70 % en 2023, et depuis début mai 2024, elles sont même complètement suspendues. Les achats de gaz israélien ont atteint un volume record en 2023 de 8,5 Gm3, malgré leur suspension temporaire après les attaques du Hamas du 7 octobre. En 2024, l'Égypte multiplie les commandes de cargos de GNL. Un terminal de regazéification de l'entreprise norvégienne Höegh LNG sera amarré à Ain Sokhna, au large des côtes égyptiennes, pour les réceptionner à partir de juin 2024 et jusqu'en février 2026.
L'Energy Institute estime les exportations égyptiennes de GNL en 2023 à 4,9 Gm3, dont 65 % vers l'Europe, en particulier la Turquie (27 %) et 33 % vers l'Asie.

## Consommation intérieure

### Consommation d'énergie primaire
La consommation intérieure d'énergie primaire de l'Égypte atteignait 3,94 EJ en 2023, soit 0,6 % du total mondial et 18,9 % du total africain. Elle se répartissait en 93,9 % de combustibles fossiles (54,8 % de gaz naturel, 37,8 % de pétrole, 1,3 % de charbon) et 5,8 % d'énergies renouvelables, dont 3,3 % d'hydroélectricité. Sa consommation par habitant s'élevait à 34,9 GJ, niveau supérieur de 55 % à la moyenne mondiale : 77 GJ et 2,4 fois supérieur à la moyenne africaine : 14,3 GJ, mais inférieur de 57 % à celui de l'Afrique du Sud : 80,3 GJ, de 74 % à celui de la France : 133,8 GJ et de 87 % à celui des États-Unis : 277,3 GJ. Sa consommation de pétrole est estimée à 1,49 EJ, soit 0,8 % du total mondial et 17,6 % du total de l'Afrique et sa consommation de gaz naturel à 2,16 EJ, soit 1,5 % du total mondial et 35,1 % du total de l'Afrique.
La consommation intérieure d'énergie primaire de l'Égypte s'est élevée à 4 075 PJ en 2021, en progression de 190 % depuis 1990. Elle est composée de 94,5 % d'énergies fossiles (gaz naturel : 55,2 %, pétrole : 36,9 %, charbon : 2,4 %) et 5,7 % d'énergies renouvelables (biomasse : 3,5 %, hydroélectricité : 1,2 %, éolien et solaire : 1,0 %), moins 0,13 % d'exportations d'électricité. Depuis 1990, la consommation de gaz naturel s'est accrue de 698 % et celle de pétrole de 57 %. La consommation de pétrole brut du pays atteignait 1 314,6 PJ et celle de produits pétroliers 190,1 PJ. La production locale ne couvrait donc que 83,1 % des besoins du pays.
La consommation d'énergie primaire par habitant de l'Égypte s'élevait en 2021 à 37,3 GJ, soit seulement 48 % de la moyenne mondiale : 78,4 GJ ; celle de l'Afrique du sud était de 87,6 GJ, celle de la France de 144,5 GJ, celle de la Chine de 110,6 GJ et celle des États-Unis de 270,9 GJ.

### Consommation finale d'énergie
La consommation finale d'énergie de l'Égypte s'élevait à 2 499 PJ en 2021, dont 74,6 % de consommation directe de combustibles fossiles (pétrole : 47,1 %, gaz naturel : 23,9 %, charbon : 3,6 %), 2,7 % de biomasse et 22,8 % d'électricité. Depuis 1990, elle a progressé de 156 % (pétrole : +73 %, gaz naturel : +490 %, biomasse : +37 %, électricité : +337 %). Sa répartition par secteur est la suivante : industrie 24,5 %, transport 30,8 %, secteur résidentiel 22,9 %, secteur tertiaire 5,9 %, agriculture 2,7 %, usages non énergétiques (chimie) 13,2 %.

#### Consommation de carburants
La consommation de pétrole s'établit en 2023 à 1,49 EJ, elle a reculé de 4,5 % depuis 2013.
Le pays exporte du naphta et du kérosène, mais importe un peu de pétrole brut, de l'essence, du GPL et surtout du gasoil.

## Secteur électrique

### Production d'électricité
En 2023, selon les estimations de l'Energy Institute, l'Égypte a produit 220,1 TWh d'électricité, en hausse de 1,6 % en 2023 et de 33 % depuis 2013, soit 24,4 % de la production africaine et 0,7 % de la production mondiale, au 2e rang africain derrière l'Afrique du Sud. Cette production se répartissait en 88,7 % de combustibles fossiles (gaz naturel : 81,2 %, pétrole : 7,5 %). La production à partir des énergies renouvelables est estimée à 24,8 TWh (11,3 %), dont 13,8 TWh d'hydroélectricité (6,3 %), 5,7 TWh d'éolien (2,6 %) et 5,2 TWh de solaire (2,4 %).
L'Égypte a produit 209,7 TWh d'électricité en 2021, dont 88,5 % issue des centrales thermiques utilisant du gaz naturel (81,0 %) ou du pétrole (7,5 %) et 11,5 % issue des énergies renouvelables : 6,2 % des centrales hydroélectriques, 3,0 % des éoliennes et 2,3 % des centrales solaires. Cette production a progressé de 396 % depuis 1990, la production à base de gaz naturel de 797 % et d'hydroélectricité de 32 %.
Les coupures d'électricité sont quasi quotidiennes en Égypte depuis l'été 2023, du fait de la baisse de la production de gaz naturel. Malgré le rationnement instauré à l'été 2023, la consommation d'électricité a progressé de 5 % en 2023. Le développement des énergies renouvelables est ralenti par la crise de liquidités en devises dans le pays à partir du début de la guerre en Ukraine en 2022.

#### Centrales thermiques fossiles
Le gros de la consommation électrique du pays est fourni par des centrales thermiques. En 2014, les centrales au gaz ont absorbé environ 26 milliards de m³ de gaz (1,08 EJ) et produit 135 TWh, auxquels s'ajoutent 21 Twh produits à partir de fioul lourd. Il n'existe aucune centrale à charbon dans le pays, mais une, gigantesque (6 000 MW), est en projet sur la Mer Rouge. En outre, une immense centrale à cycle combiné de 4 800 MW (ce qui la placera parmi les plus grandes du monde) est, en 2016, en construction à Beni Suef.

#### Nucléaire
Si le pays ne possède encore aucun réacteur nucléaire de puissance, le complexe nucléaire d'Inshas est une installation de recherche relativement importante, possédant deux réacteurs de recherche d'origine soviétique et argentine, des installations pilotes d'enrichissement d'uranium, une installation de séparation de radioisotopes à usage médical et d'autres équipements.
L'Égypte et la Russie ont signé le 19 novembre 2017 un accord pour la construction de la première centrale nucléaire en Égypte, au financement de laquelle la Russie participera  par le biais d'un prêt. La cérémonie officielle de signature par les deux chefs d'État s'est tenue le 11 décembre 2017 ; la centrale sera construite à El-Dabaa, à l’ouest d’Alexandrie ; l’accord prévoit la construction de quatre réacteurs ainsi qu’un transfert de technologie et de savoir-faire dans le domaine nucléaire pacifique, pour un coût estimé à 25 milliards de dollars. Le projet avait été conçu en 1981 et un appel d'offres avait été lancé en 1983, mais la catastrophe de Tchernobyl avait sonné le glas de ce projet, qui n'a été réactivé qu'en 2015 par le président Abdel Fattah al-Sissi. Le groupe public Rosatom construira la centrale, livrera le combustible nucléaire, formera les employés, assurera la maintenance et la réparation des unités de production. Le coût total du contrat est de 30 milliards de dollars, dont 85 % prêtés par la Russie. Les quatre réacteurs seront de type VVER-1200 ; une part importante de la puissance des réacteurs sera directement dédiée au dessalement de l’eau, si bien que la puissance électrique par unité sera réduite à 927 MWe. La construction du premier réacteur de la centrale a débuté officiellement le 20 juillet 2022 et celle du deuxième réacteur le 19 novembre 2022.
Quant aux ressources minières en uranium, des travaux de prospection ont été menés avec succès, révélant plusieurs gisements potentiellement exploitables dans le désert oriental et le Sinaï.

#### Centrales hydroélectriques

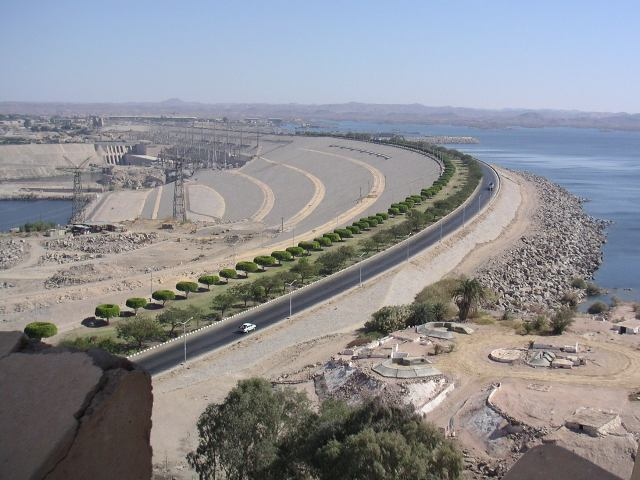
Le haut-barrage d'Assouan.

La production hydroélectrique de l'Égypte a atteint 14 TWh en 2021, au 3e rang en Afrique avec 9,6 % de la production africaine, derrière le Mozambique : 15 TWh et la Zambie : 15 TWh, ex-æquo avec l'Éthiopie : 15 TWh. La puissance installée des centrales hydroélectriques égyptiennes totalisait 2 876 MW fin 2021, soit 7,5 % du total africain.
Un premier barrage d'une puissance installée de près de 600 MW fut construit sur le Nil de 1899 à 1902. Un barrage beaucoup plus grand, le Haut barrage d'Assouan, fut achevé en 1973 et produit 2 100 MW. Bien que construits principalement pour les besoins de l'irrigation, ces deux barrages assurent aussi une partie de la production d'électricité du pays. Néanmoins la part de l'hydraulique dans la production du pays a chuté au fil du temps, le total augmentant rapidement.

#### Éolien

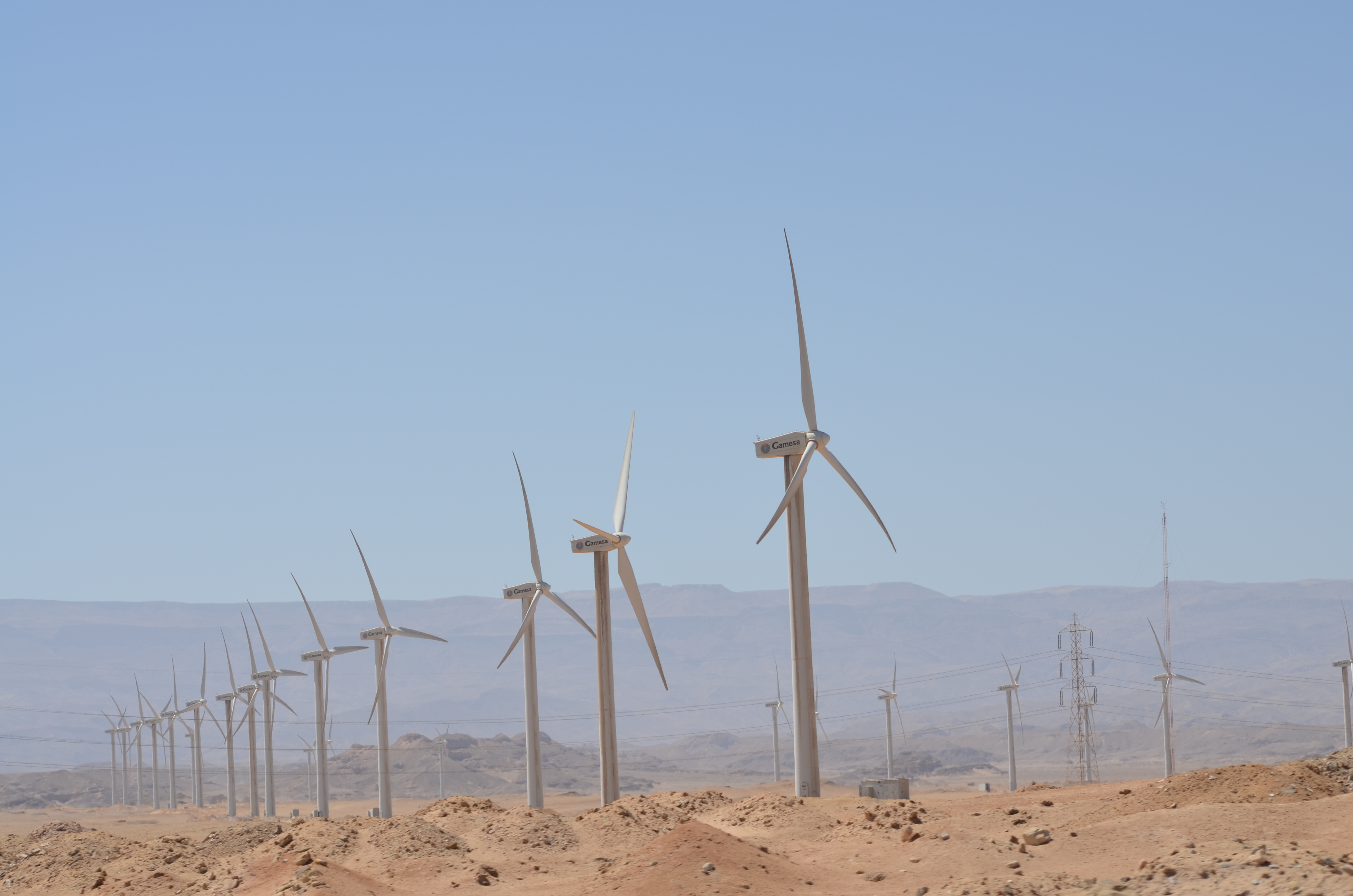
Parc éolien de Zafarana, 2013.

La puissance installée éolienne de l'Égypte s'élève à 2 062 MW fin 2023, en progression de 21,2 % grâce à la mise en service de 360 MW en 2023, au 2e rang en Afrique derrière l'Afrique du Sud (3 442 MW) et devant le Maroc (1 926 MW). Les principaux parcs éoliens de l'Égypte sont ceux de Gabal el Zeit (580 MW), Zaafarana (545 MW), Ras Ghareb (262,5 MW) et West Bakr (250 MW) ; les projets en construction sont Red Sea Wind Energy (500 MW) et Amunet (500 MW) ; trois autres sont en préparation : un projet de 1,1 GW d'ACWA sur deux sites du Golfe de Suez, un projet de 200 MW de Masdar et le projet NIAT de Siemens Gamesa (500 MW).
Le groupe d'entreprises menées par Engie pour le projet « Gulf of Suez 2 » (500 MW) est parvenu, fin mars 2023, à finaliser le bouclage financier de prêts d'un montant d'environ 500 millions de dollars.
L'Égypte se place au 3e rang en Afrique avec 1 702 MW fin 2022, derrière l'Afrique du Sud (3 442 MW) et le Maroc (1 788 MW) ; les nouvelles installations ont été de 237 MW en 2021 et aucune en 2022. L'Égypte a joué un rôle pionnier dans la région Afrique-Moyen Orient en installant un projet éolien pilote en 1988 à Hurghada. Après deux décennies de développements modestes, elle annonce, lors de la COP27 en novembre 2022, des objectifs ambitieux : 8,3 GW d'éolien en 2030. La « Green Corridor Initiative » consiste à construire un réseau électrique séparé visant à porter la part des énergies renouvelables à 42 % du mix énergétique du pays en 2035. Deux projets de parcs éoliens terrestres de 10 GW sont planifiés par Masdar et ACWA Power.
Le parc éolien de West Bakr (252 MW) a été mis en service en 2021. Les projets d'Amunet (500 MW), Golfe de Suez 2 (500 MW, par Engie) et un parc de 1 100 MW d'ACWA Power sont en construction. Plusieurs projets de production d'hydrogène vert et d'ammoniac alimentés par des éoliennes sont annoncés.
L'Égypte était au second rang africain avec 1 465 MW fin 2020 ; les nouvelles installations ont été de 13 MW en 2020 contre 262 MW en 2019.
En 2018, 380 MW de nouvelles installations sont entrées en service.
L'Égypte possédait en 2016 une capacité éolienne de 810 MW ; c'était la 2e du continent après l'Afrique du Sud et devant le Maroc ; l'année 2016 n'a vu aucune nouvelle mise en service. Ce parc devrait s'étendre considérablement, car des contrats pour de nouveaux projets ont été signés en 2016, notamment un contrat avec Siemens partant sur 2 000 MW dans douze nouveaux parcs.

#### Solaire
L'énergie solaire est exploitée à Kuraymat depuis 2011 par une centrale hybride : il s'agit d'une centrale au gaz naturel à cycle combiné à laquelle un parc de concentrateurs solaires a été adjoint, relié au cycle vapeur. Cette centrale produit 140 MW dont la part solaire est de 20 MW.
L'Égypte a lancé près d'Assouan un méga-projet solaire, le complexe de Benban, qui comprendra 32 centrales solaires d'une puissance totale de 1 800 MW. Le gouvernement a signé le 30 octobre 2017 avec la Société financière internationale (SFI), filiale de la Banque mondiale, un accord de financement de 653 millions de dollars pour la construction de 13 centrales solaires d'une puissance totale de 590 MW et d'un coût global de 823 millions de dollars. L'Égypte avait auparavant assuré le financement d'une première tranche de six centrales de 50 MW chacune, pour laquelle la BERD avait débloqué 355 millions de dollars. Le gouvernement a fixé comme objectif de produire 20 % de l'électricité du pays à partir d'énergies renouvelables en 2020 et 42 % en 2035.
EDF Énergies Nouvelles a annoncé le 26 octobre 2017 qu’il allait construire et exploiter avec le groupe égyptien Elsewedy Electric deux centrales photovoltaïques en Égypte, d’une puissance totale de 100 MW, dans le complexe de Benban. La société française Voltalia va également construire dans le même complexe une centrale solaire de 25 MW, baptisée Râ Solar. Ces deux projets sont assortis d’un contrat de vente d’électricité d’une durée de 25 ans signé avec la société égyptienne de transport d’électricité (EETC). Les centrales sont mises en service en août 2019.
L'Égypte a installé 1,7 GWc de photovoltaïque en 2019.
En 2023, elle a installé 300 MWc ; 700 MWc sont en construction et plus de 11 GWc en projet.

### Réseau électrique
Le réseau électrique égyptien est relativement clos, il existe des connexions de capacité limité avec la Jordanie et la Libye.
Une connexion HVDC de forte capacité (3 000 MW) avec l'Arabie saoudite, d'une longueur de 1350 km, devrait être mise en service à partir de fin 2024.

### Consommation d'électricité
La consommation d'électricité s'élevait à 158 TWh en 2021, répartie entre l'industrie (27,5 %), le secteur résidentiel (40,8 %), le secteur tertiaire (26,0 %), l'agriculture (5,2 %) et les transports (0,5 %).
La consommation moyenne par habitant s'élevait en 2021 à 1,6 MWh, soit 44 % de la moyenne mondiale (3,6 MWh) et 44 % de celle de l'Afrique du sud (3,6 MWh).

## Impact environnemental
En 2021, les émissions de gaz à effet de serre (GES) liées à l'énergie en Égypte s'établissaient en 2021 à 236 Mt (millions de tonnes) d'équivalent CO2, soit 14,2 % des émissions africaines, dont 44,3 % dues au gaz naturel, 40 % dues au pétrole et 3,9 % dues au charbon.
Les émissions de CO2 par combustion d'énergies fossiles par habitant restent assez basses, à 1,89 t/an, soit 44 % de la moyenne mondiale, mais progressent rapidement : +39 % depuis 1990 contre +9,8 % en moyenne mondiale.